# مروک (دورود)
مروک (دورود)، روستایی از توابع بخش سیلاخور شهرستان دورود در استان لرستان ایران است.

## جمعیت
این روستا در دهستان سیلاخور قرار دارد و براساس سرشماری مرکز آمار ایران در سال ۱۳۸۵، جمعیت آن ۲۰۳ نفر (۵۳خانوار) بوده‌است.